# Józef Kornblum
Józef Kornblum (ur. 14 lutego 1917 w Pruchnej, zm. 5 sierpnia 2008) – pisarz, prozaik i pamiętnikarz pochodzenia żydowskiego. 

## Życiorys
Urodzony na Śląsku Cieszyńskim w rodzinie kupieckiej jako syn Berty i Jakuba Kornblumów (rodzice prowadzili sklep kolonialny). W Pruchnej ukończył 4 klasy szkoły ludowej. W wieku 9 lat zaczął naukę w bielskim gimnazjum, które ukończył po 8 latach, zdając w 1934 roku maturę. W związku z brakiem możliwości kontynuowania nauki w Polsce (ograniczenia w rekrutacji Żydów na wyższe studia) w 1935 roku wyjechał do Palestyny, gdzie przebywał już jego brat Zygfryd. W 1936 roku sprowadzili do Palestyny rodziców. Pracował w zawodach robotniczych. W 1941 roku ożenił się z Miriam, imigrantką z Płocka. W 1943 roku, urodziła im się córka Rina, a w 1949 roku syn Jair. W 1948 roku podjął prace jako kreślarz, technik budowlany i koordynator planowania. Dzięki bardzo dobrej znajomości języka niemieckiego, którego nauczył się w bielskim gimnazjum, podjął pracę w rządowym biurze odszkodowań, gdzie pracował do emerytury.
Zamieszkał w Izraelu, gdzie zadebiutował jako pisarz w wieku 60 lat. W swej twórczości nawiązuje do ziemi cieszyńskiej. Wspomnienie z lat dzieciństwa zawarł w zbiorze opowiadań „Od Wisły do Jordanu”. W 2002 otrzymał tytuł honorowego obywatela Cieszyna. W tym samym roku wydawnictwo Norbertinum wydało jego zbiór opowiadań Obrazki izraelskie.
„Publicysta piszący w języku polskim, jidysz i niemieckim, autor opowiadań, felietonów, reportaży, humoresek, recenzji, alegorii, satyr, wspomnień, essejów i wielu tłumaczeń. (...) Autor książek: »Ziemia przeobiecana« (Kraków 1993), »Od Wisły do Jordanu« (Cieszyn 1996), »Miłość i szarańcza« (Bielsko-Biała 1999)”.
Ma kilka ekslibrisów autorstwa Józefa Golca. W jednym z nich użyto „herbu Cieszyna, godła Polski i Gwiazdy Dawida oraz złączonych dłoni symbolizujących związki z rodzinną ziemią, w innym użyto autografu i miniaturowej Gwiazdy Dawida, w jeszcze innym drzewo i odpoczywający pod nim człowiek. Inspiracją do tego ekslibrisu była ostatnia rozmowa w 1999 r. w Cieszynie autora ekslibrisu z J. Kornblumem, w której dzielił się nostalgicznymi refleksjami nad życiem, porównując stare pochylone drzewo do starego człowieka. W Tel Avivie chętnie siada i odpoczywa podczas spacerów w parku pod takim pochylonym ze starości drzewem”.
10 kwietnia 2002 roku na wniosek Towarzystwa Przyjaźni Polsko-Izraelskiej w Cieszynie otrzymał Honorowe Obywatelstwo Miasta Cieszyna.

## Publikacje
- „Ziemia przeobiecana” – Kraków, 1993
- „Od Wisły po Jordan” – Cieszyn, 1996
- „Miłość i szarańcza na tle ziemi obiecanej” – Bielsko-Biała, 1999
- „Obrazki izraelskie” – Lublin, 2002[6]
- „Opowieści o zwykłych ludziach jak Ty i Ja” – Łódź 2004.